# Verheyen (geslacht)

Geslachtswapen (1831)

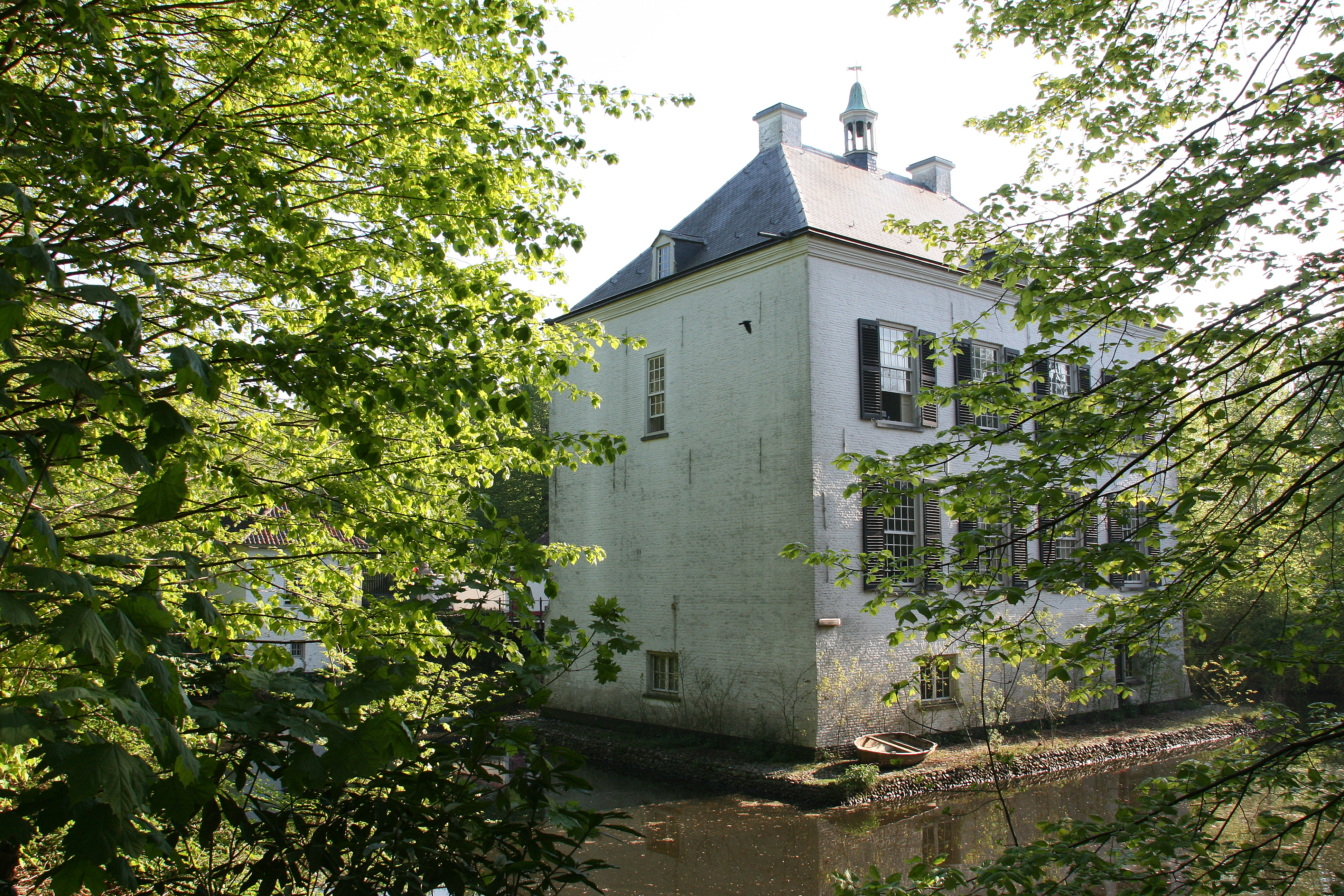
Kasteel van Loon op Zand, bewoond door de familie Verheyen van 1752 tot 1984

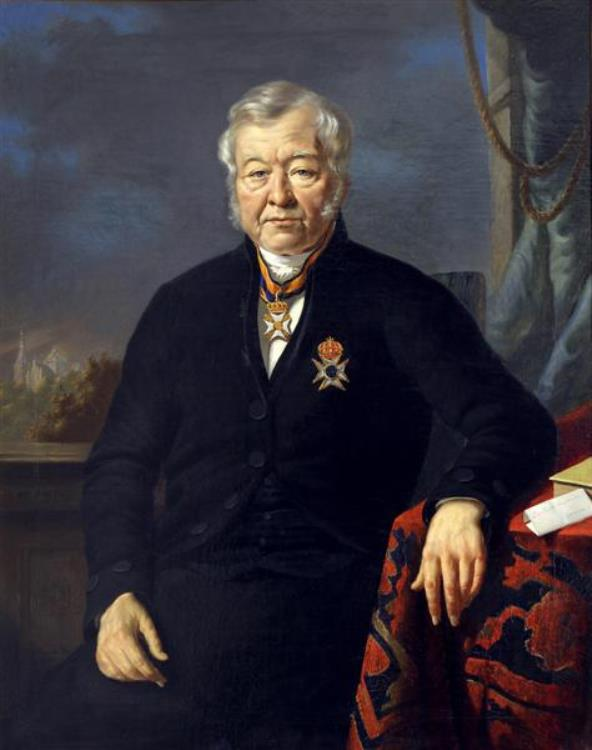
A.G. Verheyen (1770-1857)

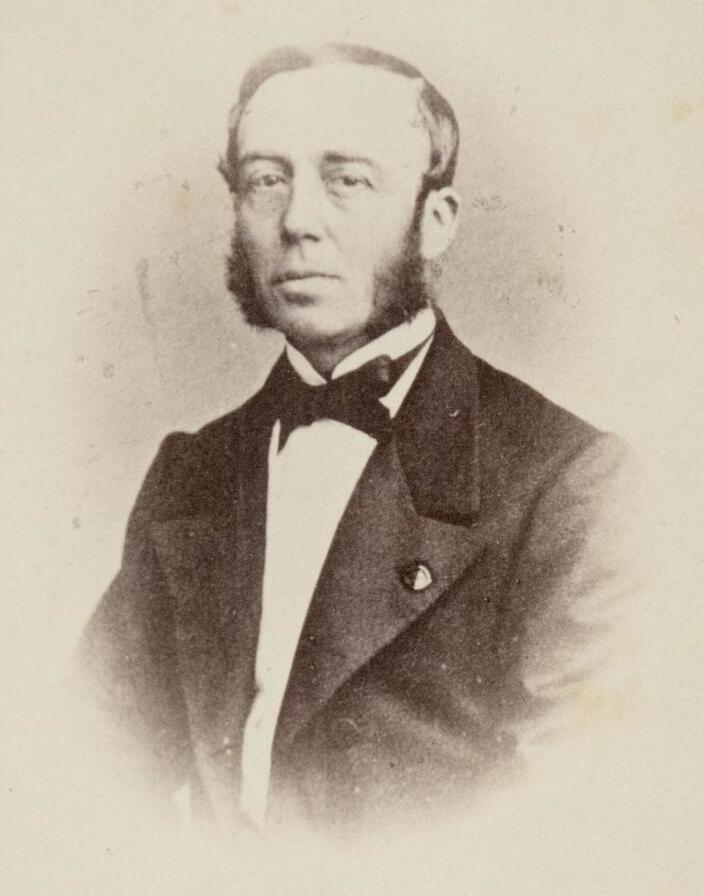
Jhr. J.B.A.J.M. Verheyen (1818-1898)

Verheyen (ook: Verheijen) is een uit Best afkomstig geslacht waarvan leden sinds 1831 tot de Nederlandse adel behoren.

## Geschiedenis
De stamreeks begint met Jan van der Heyden, gegoed te Best en daar vermeld in 1499. Zijn nazaat, mr. Franciscus Xaverius Verheijen (1779-1851), werd bij Koninklijk Besluit van 31 oktober 1831 verheven in de Nederlandse adel waardoor hij en zijn nageslacht het predicaat jonkheer/jonkvrouw mochten gaan voeren.
Vanaf 1752 bewoonden leden van het geslacht, aanvankelijk als rentmeesters, het kasteel van Loon op Zand waarvan ze in 1857 eigenaar werden; de laatste bewoonster van het kasteel van dit geslacht overleed in 1984. Waar ze dus eerst rentmeesters waren, werden ze later eigenaar van heerlijkheid en kasteel, tot 1984. De familie is tot in de 21e eeuw aan Loon op Zand verbonden gebleven, onder andere omdat vele telgen er begraven werden, ook al waren ze inmiddels elders gevestigd geraakt.
Vanaf de 18e eeuw oefenden leden bestuursfuncties op lokaal, later ook provinciaal en nationaal niveau uit. Ze trouwden ook met telgen uit andere notabele, Noord-Brabantse rooms-katholieke families. Vanaf de 19e eeuw waren vele telgen werkzaam als jurist, hetzij bij de zittende of staande magistratuur, hetzij als advocaat. Enkele (aangetrouwde) telgen brachten het tot hofdienaar. In de 20e eeuw raakten telgen verspreid over Nederland, of takken togen naar het buitenland, zoals de chef de famille uit 2011.
Uit drie zonen van jhr. mr. Franciscus Xaverius Verheijen (1779-1851) stammen de oudste, middelste en jongste takken. De oudste tak leverde anno 2011 de chef de famille en telde 13 mannelijke telgen, de laatste geboren in 2002. De middelste tak stierf uit in 1926. De jongste tak stierf in 1985 in mannelijke lijn uit.

## Enkele telgen

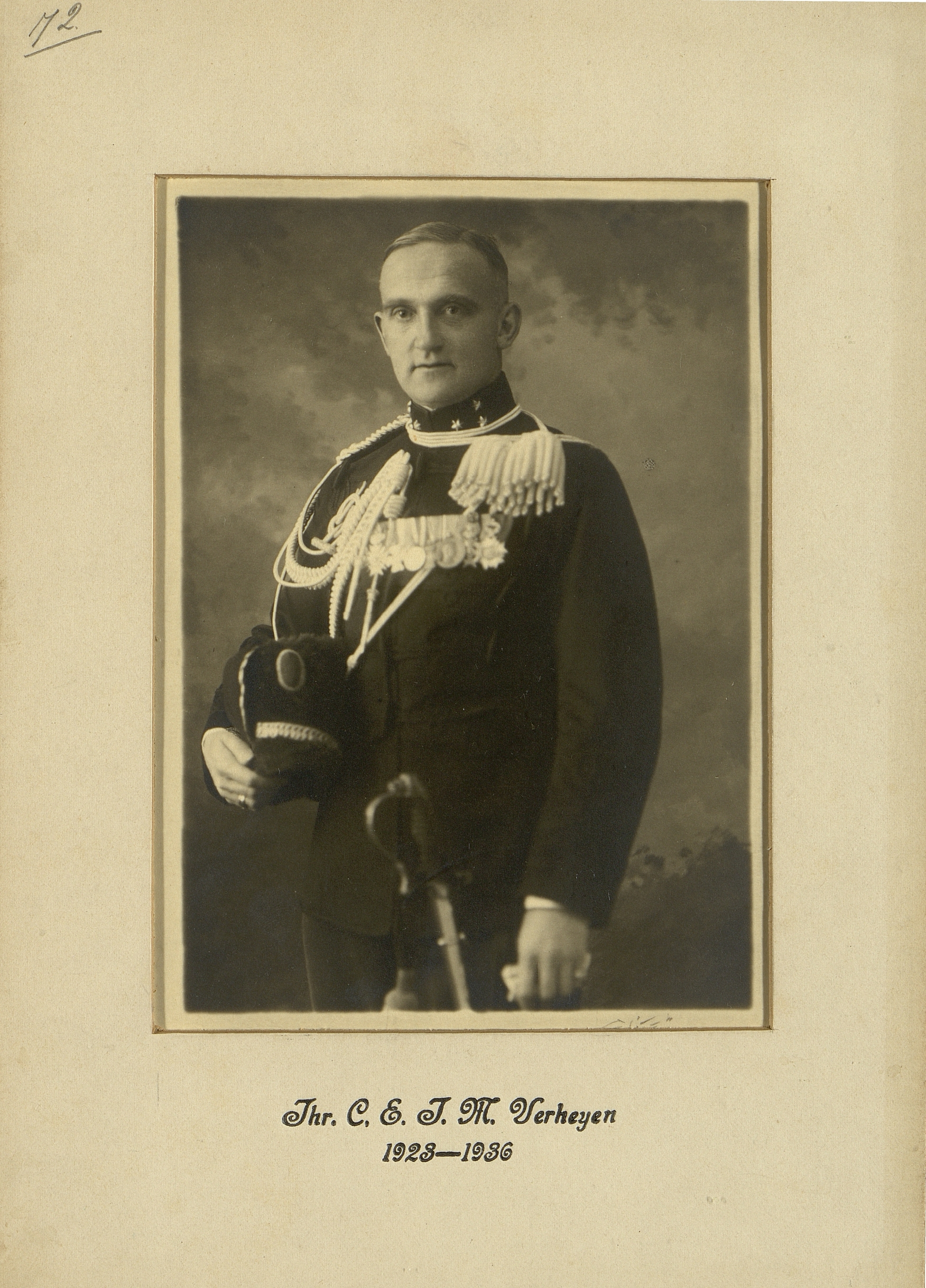
Jhr. C.E.J.M. Verheyen (1892-1941)

Franciscus Verheyen (1665-1734), raad, schepen, gezworene, vicepresident en president van Oirschot
- Arnoldus Verheyen (1704-1759), kastelein en drossaard van Bokhoven, rentmeester heerlijkheid Loon op Zand
  - Johannes Baptista Verheyen (1746-1814), schout en rentmeester van Loon op Zand, kastelein en drossaard van Bokhoven, lid van de eerste Nationale Vergadering, lid Vertegenwoordigend Lichaam, voorzitter Staatsbewind, lid Wetgevend Lichaam, lid Raad van State, lid Staten-Generaal
    - Mr. Arnoldus Gerbrandus Verheyen, heer van Hoogenhuizen (bij Turnhout) (1770-1857), burgemeester van 's-Hertogenbosch en lid van de Tweede en Eerste Kamer
    - Jhr. mr. Franciscus Xaverius Verheijen (1779-1851), rentmeester heerlijkheid Loon op Zand, lid Vergadering van Notabelen, lid Ridderschap van Noord-Brabant; trouwde in 1815 met Sophia Maria Jacoba Josepha de Roy van Zuidewijn, vrouwe van Loon op Zand vanaf 1857 (1791-1868)
      - Jhr. mr. Jan Baptiste Arnoldus Josephus Marie Verheyen, heer van Loon op Zand (1818-1898), lid Provinciale Staten van Noord-Brabant, lid Tweede en Eerste Kamer der Staten-Generaal
        - Jkvr. Emilie Theresia Sophia Anna Maria Verheyen (1849-1929); trouwde in 1873 met mr. Emilius Henricus Josephus Maria van Zinnicq Bergmann (1847-1908), rijksarchivaris in Noord-Brabant, lid Eerste Kamer der Staten-Generaal
        - Jhr. mr. Franciscus Xaverius Arnoldus Verheyen (1852-1929), lid Provinciale Staten van Noord-Brabant, lid Eerste Kamer der Staten-Generaal
        - Jhr. mr. Eugenius Johannes Baptista Josephus Maria Verheyen, heer van Loon op Zand (1854-1942), kantonrechter, lid Provinciale Staten van Noord-Brabant
          - Jhr. Louis Jean Baptista Emile François Eugène (de) Verheyen (1896-1977), landeigenaar te KwaZoeloe-Natal
            - Jhr. Louis Eugène Richard Octave Rose Marie de Verheyen (1933), in 2011 chef de famille, woonachtig in Brits Columbia
              - Jhr. Louis Paul Verheyen (1968), vermoedelijke opvolger als chef de famille

          - Jkvr. Emilie Françoise Rosa Marie Verheyen (1897-1984), laatste bewoonster kasteel Loon op Zand uit het geslacht Verheyen

        - Jkvr. Sophia Wilhehnina Henriëtta Maria Verheyen (1857-1939), schilderes, tekenares
        - Jhr. Hendrik Ferdinand Joseph Marie Verheyen (1859-1928), kandidaat-notaris
          - Jkvr. Eugénie Emilie Marie Josephine Verheyen (1890-1970); trouwde in 1911 met jhr. mr. Willem Jan Marie van de Poll (1882-1930), burgemeester en hofdienaar
          - Jhr. Charles Emile Joseph Marie Verheyen (1892-1941), militair en hofdienaar; trouwde in 1921 met Maria Theresia Theodora Smits van Oyen (1899-1989), telg uit de niet-adellijke tak van het geslacht Smits
            - Jhr. Charles Henri Joseph Marie Verheyen (1923-2011), directeur houthandel; trouwde in 1954 met Ernestine Johanna Maria (Erna) Loeff (1926-2014), lid van Provinciale Staten van Utrecht, kleindochter van mr. dr. Johannes Alouisius Loeff (1858-1921), advocaat en procureur, minister van Justitie en telg uit het geslacht Loeff
              - Jhr. Theodorus Franciscus Joseph Marie (Dirk) Verheyen PhD (1957), programmadirecteur aan de Freie Universität te Berlijn en  biograaf van zijn grootvader jhr. Charles Verheyen

      - Jkvr. Sophia Gerardina Josephina Catharina Verheyen (1820-1910); trouwde in 1846 met mr. Ferdinandus Henricus Hubertus Borret (1819-1900), lid Provinciale Staten van Noord-Brabant, lid Tweede Kamer der Staten-Generaal
      - Jhr. Arnoldus Antonius Josephus Maria Verheyen (1831-1917), burgemeester van Loon op Zand
        - Jhr. mr. Franciscus Xaverius Johannes Arnoldus Verheyen (1865-1950), kantonrechter
          - Jhr. Arnoldus Johannes Franciscus Xaverius Verheyen (1903-1981), burgemeester van Standdaarbuiten